# Тиддише
Тиддише (нем. Tiddische) — община в Германии, в земле Нижняя Саксония.
Входит в состав района Гифхорн. Подчиняется управлению Броме. Население составляет 1266 человек (на 31 декабря 2010 года). Занимает площадь 16,78 км².
Коммуна подразделяется на 2 сельских округа.
| Год  | Население |
| ---- | --------- |
| 1990 | 978       |
| 1995 | 1136      |
| 2000 | 1177      |
| 2005 | 1282      |
| 2010 | 1281      |